# Hantan
La rivière Hantan est une rivière de Corée du Sud, qui coule à travers les provinces Gangwon et Gyeonggi. C'est un affluent de la rivière Imjin, qui rejoint finalement le Han et se jette dans la mer Jaune. La rivière Hantan est un site populaire pour le rafting.

## Géographie

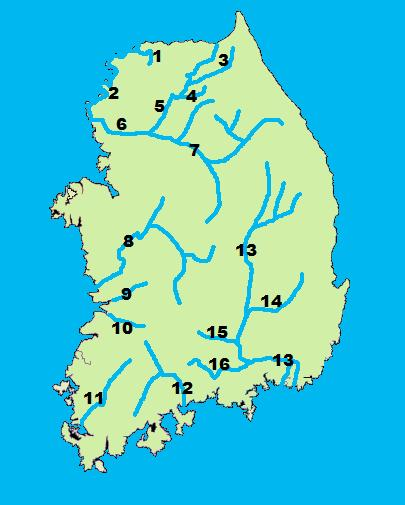
Carte des principaux cours d'eau en Corée du Sud.

- Principaux cours d'eau en Corée du Sud :

|    | Nom                 | hangul | hanja  |
| -- | ------------------- | ------ | ------ |
| 1  | Hantan (rivière)    | 한탄강 | 漢灘江 |
| 2  | Imjin (rivière)     | 임진강 | 臨津江 |
| 3  | Soyang (rivière)    | 소양강 | 昭陽江 |
| 4  | Hongcheon (rivière) | 홍천강 | 洪川江 |
| 5  | Bukhan (rivière)    | 북한강 | 北漢江 |
| 6  | Han (fleuve)        | 한강   | 漢江   |
| 7  | Namhan (rivière)    | 남한강 | 南漢江 |
| 8  | Kum (fleuve)        | 금강   | 錦江   |
| 9  | Mangyeong (fleuve)  | 만경강 | 萬頃江 |
| 10 | Dongjin (fleuve)    | 동진강 | 東津江 |
| 11 | Yeongsan (fleuve)   | 영산강 | 榮山江 |
| 12 | Seomjin (fleuve)    | 섬진강 | 蟾津江 |
| 13 | Nakdong (fleuve)    | 낙동강 | 洛東江 |
| 14 | Geumho (rivière)    | 금호강 | 琴湖江 |
| 15 | Hwang (rivière)     | 황강   | 黃岡   |
| 16 | Nam (rivière)       | 남강   | 南江   |